# گویش ماهشهری
گویش ماهشهری یا گویش معشوری گویش مردم شهرستان ماهشهر می‌باشد و در بین بخشی از مردم رواج دارد. گویش ماهشهری که به گویش بندری نیز معروف است از لحاظ رده شناختی یکی از گویش‌های ایرانی نوی غربی است و به دلیل اشتراکاتی که با گونه‌های مختلف لری دارد در زمره آنها قرار می‌گیرد.  الله کرم لیراوی مجموع گویش‌های هم خانواده همچون: بختیاری، لرستانی، کهگیلویه‌ای، بویراحمدی، ممسنی، لیراوی دیلمی، گناوه‌ای، ماهشهری، کوهمره‌ای و… شاید ابتدا یکی بوده‌اند و به تناسب مکانی که قرار گرفته‌اند و رشد کرده‌اند، گویش جدید تری ایجاد شده که با اصل خود یا انشعاب خود فرق می‌کند.